# (26277) Ianrees
(26277) Ianrees est un astéroïde de la ceinture principale.

## Description
(26277) Ianrees est un astéroïde de la ceinture principale. Il fut découvert le 20 septembre 1998 à Prescott (Arizona) par Paul G. Comba. Il présente une orbite caractérisée par un demi-grand axe de 2,42 UA, une excentricité de 0,22 et une inclinaison de 1,8° par rapport à l'écliptique.

## Compléments